# Мнёв, Евгений Николаевич
Евгений Николаевич Мнёв (1923—2009) — советский и российский учёный в области динамики сплошных сред и двухсредных аппаратов, основоположник нового раздела механики — нестационарная гидроупругость оболочек, участник создания баллистических ракет морского базирования, педагог, доктор технических наук (1965), профессор (1966), почётный профессор Военно-морской академии. Контр-адмирал-инженер (1976).

## Биография
Родился 7 декабря 1923 года в Москве.
В 1941 году окончил Первую Московскую военно-морскую спецшколу и поступил в Высшее военно-морское инженерное училище имени Ф. Э. Дзержинского. Участник Великой Отечественной войны, в составе экипажа плавучей зенитной батареи «Полюс» участвовал в битве за Кавказ.
В 1946 году, после окончания училища с отличием, был направлен для прохождения службы инженер-механиком электромеханической боевой части на подводные лодки Балтийского флота.
В 1954 году окончил Военно-морскую академию имени А. Н. Крылова по специальности «Ракетное вооружение ВМФ».
С 1954 года проходил службу в академии: адъюнкт (1954—1957), преподаватель, старший преподаватель (1957—1971).
В 1965 году защитил докторскую диссертацию. В 1966 году стал профессором Военно-морской академии.
В 1970 году монография Е. Н. Мнева и А. К. Перцева «Гидроупругость оболочек» получила диплом первой степени за лучшую работу в области строительной механики корабля на конкурсе, посвящённом памяти академика Ю. А. Шиманского.
В 1969 году назначен начальником кафедры ракет и пусковых установок Военно-морской академии. На кафедре создал научную школу по теме «Механика двухсредных аппаратов. Динамика сплошной деформируемой среды».
С 1987 года в отставке, продолжал работать профессором Военно-морской академии. Присвоено звание — почётный профессор Военно-морской академии.
В 1994 году монография Е. Н. Мнёва и В. Т. Чемодурова, посвящённая проблеме старта баллистической ракеты подводной лодки из-подо льда, получила второе место на конкурсе научных работ Министерства обороны России.
Мнёв Е. Н. подготовил целую плеяду военных ученых, среди которых семь докторов и около 30 кандидатов наук.
Умер 27 августа 2009 года в Санкт-Петербурге. Похоронен на Серафимовском кладбище.

## Научные разработки
- Основные научные работы по гидроупругости, гидродинамике и моделированию процессов в пусковых шахтах создали основу современной теории подводного старта ракет; внедрение результатов исследования в практику морского ракетостроения позволило успешно завершить работы по созданию новых баллистических ракет. Автор многих запатентованных изобретений[5].
- Предложил и всесторонне исследовал экологически безопасный способ разрушения арктического льда. Основоположник нового раздела механики — нестационарная гидроупругость оболочек.
- В 1978 году обнаружил и описал принципиально новый вид флаттера элементов конструкции ракет, приводящий к аварии при старте. По результатам исследования предложил техническое решение, реализация которого позволила предотвратить возникновение флаттера и успешно завершить работы по созданию БРПЛ РСМ-40.
- В 1983 году предложил эффективное решение крупной научно-технической проблемы, реализация которой позволила резко расширить географию применения ракет, имеющих подводный старт.

## Награды
- Орден Красного Знамени (1955),
- Орден Отечественной войны 1-й степени (1985),
- Орден Красной Звезды (1956),
- Орден «Знак Почёта»,
- Медаль За боевые заслуги (1951),
- Ряд медалей СССР[6],
- Заслуженный деятель науки и техники РСФСР (30.06.1974).

## Семья
- Прадед — Силин Иван Лукич (около 1825-1899) — антиквар, коллекционер русской старины, знаток рукописных икон.
- Дед — Силин Евгений Иванович (1877—1928) — сотрудник музейного отдела Наркомпроса, реставратор и первый директор музея храма Василия Блаженного, был женат на Клавдии Афанасьевне (урождённая Собинникова) (1880—1956), дочери московского фабриканта Собинникова (производство изделий из чугуна).
- Отец — Мнёв Николай Терентьевич.
- Мать — Мнёва, Надежда Евгеньевна (1902, Москва — 1968, Москва) (урождённая Силина) — историк искусства, реставратор, знаток древнерусской живописи, педагог. Научный сотрудник Третьяковской Галереи в 1935—1962 годах, заведующая отделом древнерусского искусства (1938—1962).
- Жена — Марина Николаевна Мнева (Руновская), дочь Николая Георгиевича Руновского.
  - Сын — Мнёв Евгений Евгеньевич (18 ноября 1947 г.р.) — мастер спорта СССР по санному спорту, выступал за сборную Москвы по санному спорту и сборную Профсоюзов СССР. Работает тренером в спортивных клубах Москвы.
  - Сын — Мнёв Николай Евгеньевич[7] (1 мая 1957 г.р.), математик, старший научный сотрудник Санкт-Петербургского отделения Математического института им. В. А. Стеклова РАН, кандидат физико-математических наук, автор работ, посвященных теоремам универсальности для пространств конфигураций точек[8].
    - Внук — Мнёв Павел Николаевич (26 сентября 1981 г.р.), физик-теоретик и математик[9], кандидат физико-математических наук, научный сотрудник ПОМИ РАН. Преподавал в Цюрихском университете (Швейцария), затем в Университете Нотр-Дам (США)[10].